# 静岡2女性殺害事件
静岡2女性殺害事件（しずおかにじょせいさつがいじけん）とは、2005年と2010年に女性が殺害された事件である。

## 概要
2005年10月頃、静岡県駿東郡清水町のリフォーム業の男K（当時39歳）は約990万円の債務返済を免れるため、当時、不倫関係にあった交際相手の女性A（当時22歳）を静岡県沼津市西椎路の自宅アパート室内で首を絞めて殺害。その後、Aの預金口座から数回にわたり現金計約2000万円を不正に引き出した。Aの遺体はしばらくは自宅に保管していたが、2006年1月頃に青いビニールシートでくるんでドラム缶に入れた後、静岡県沼津市東原の空き地に隠匿した。
2005年の終わりごろからAと家族が連絡が取れなくなり行方不明になった。家族は2006年に捜索願を静岡県警察本部御殿場警察署に提出。しかし、この当時は足取りが全く掴めなかった。
その後、Kは妻と別れて女性Bと再婚。しかし、2010年2月23日に静岡県駿東郡清水町久米田の自宅でB（当時25歳）を殺害して遺体を御殿場市の空き家に捨てた。Bの家族は静岡県警察本部大仁警察署に捜索届を提出。
2010年3月5日に振り込め詐欺の手口で女性から100万円近くを騙し取ったとして詐欺容疑でKが逮捕された。その後、Kは詐欺罪で起訴された。Kが起訴された後、静岡県御殿場市萩原にある物置小屋で青いビニールシートで包まれたBの遺体が発見された。そして、同年6月18日にKを女性Bの殺人、死体遺棄罪で起訴した。
2010年8月12日、Kの「遺体をドラム缶に入れ、静岡県沼津市内に遺棄した」との供述に基づき捜索した所、沼津市東原の空き地にあったドラム缶から、青いビニールシートにくるまれ一部が白骨化していたAの遺体が発見された。
このため、2010年8月13日、KをAに対する殺人容疑で再逮捕した。
その後、同年9月2日に静岡地検沼津支部はAに対する強盗殺人罪でKを追起訴した。

## 裁判経過
当初、2011年3月14日に初公判が予定されていたが、東日本大震災に伴う計画停電による影響で公判が全て延期となった。その後、同年6月13日〜6月21日の期間で公判日程が再度設定された。
2011年6月13日、静岡地裁沼津支部（片山隆夫裁判長）で裁判員裁判による初公判が開かれ、Kは起訴内容を認めた。
2011年6月15日、検察側は「犯行は強固な殺意に基づき、冷酷かつ残虐。遺族も極刑を望んでいる」と女性の遺族の処罰感情も踏まえた上で「生命をもって罪の償いをさせなければいけない」として裁判員裁判での全国9例目となる死刑を求刑した。弁護側は起訴内容については大筋で認めて事実関係についての争いはなかったが、被告が犯行当時に前科がなかったことなどから無期懲役とするように求めた。最終意見陳述でKは「ご遺族の気持ちが晴れることは絶対にないが、死刑になってそれがかなうのであれば、自分にはふさわしいと思う」と涙ながらに述べ、傍聴席の遺族に向かって頭を下げた。
2011年6月21日、判決公判が開かれ、Kに求刑通り死刑を言い渡した。裁判員裁判での死刑判決は全国で7例目で静岡地裁では初。判決では一連の犯行について「殺害方法はいずれも残虐で、動機も身勝手極まりない」と指摘した。また、弁護側が主張した情状酌量については「更生の可能性がないとまではいわないが、格別有利な情状とはいえず、採用できない」として情状酌量を認めなかった。
その上で女性の遺体を遺棄、金品を奪うなどした行為は非人間的として「責任は重大で、極刑をもって臨むほかない」と結論づけた。弁護側は判決を不服として即日控訴した。
2012年7月10日、東京高裁（山崎学裁判長）は「強固な殺意に基づく冷酷かつ残虐な犯行で、一審判決が重すぎて不当とは言えない」としてK側の控訴を棄却した。
判決では「被告は好き勝手な女性関係を続け、都合が悪くなると邪魔者とみて殺害した。動機は身勝手で短絡的だ」と指摘した。同年7月23日、K側は判決を不服として最高裁へ上告した。
2014年12月2日、最高裁第三小法廷（大谷剛彦裁判長）はK側の上告を棄却する判決を言い渡した。この判決によりKの死刑が確定した。弁護側は「計画性はなかった」などと死刑回避を求めたが、第三小法廷は「殺害が計画的でないことや、反省を示している点などを考慮しても、刑事責任は重大で死刑を認めざるを得ない」と判断した。
2021年9月20日時点で、Kは東京拘置所に収監されている。